# Крайзельбург, Ленни
Леонид Олегович «Ленни» Крайзельбург (род. 28 сентября 1975 года, Одесса, СССР) — американский пловец, четырёхкратный олимпийский чемпион, двукратный чемпион мира на «длинной воде» и чемпион мира на «короткой воде», экс-рекордсмен мира. Победитель Тихоокеанских чемпионатов и Маккавейских игр. Специализировался в плавании на спине.

## Спортивная биография
Заниматься плаванием начал в 5 лет. Первый наставник — Виталий Авакумян (Одесса). В 1989 году с родителями Еленой и Олегом Крайзельбургами, а также младшей сестрой Маршей эмигрировал в США. Выступал за клуб Irvine Novaquatics.
Чемпион мира:
- Золото 1998 года (Перт, Австралия) в плавании на спине на 100 м
- Золото 1998 года (Перт, Австралия) в плавании на спине на 200 м
- Золото 2000 года (Афины, Греция) в комбинированной эстафета 4x100 м (бассейн 25 м)

Призовые места:
- Серебро 1998 года (Перт, Австралия) в комплексном плавании 4x100 м
- Серебро 2000 года (Афины, Греция) в плавании на спине на 50 м (бассейн 25 м)

Тихоокеанский чемпионат по плаванию
- 9-кратный чемпион (1997, 1999) в плавании на спине и комбинированных эстафетах

## Крайзельбург об Одессе
Одесса в моем сердце занимает важное место. Я очень люблю этот город. С удовольствием приезжал бы почаще, но мешает насыщенный график соревнований.